# André Macanga
 André Macanga, de son nom complet  André Venceslau Valentim Macanga, né le 14 mai 1978 à Luanda, est un footballeur international angolais. Il évoluait au poste de milieu de terrain.

## Palmarès
- Vainqueur de la Coupe de l'AFC en 2009 avec le club d'Al-Kuwait
- Champion du Koweït en 2006, 2007 et 2008 avec le club d'Al-Kuwait
- Vainqueur de la Coupe du Koweït en 2009 avec le club d'Al-Kuwait